# 白天的星星
《白天的星星》，2012年台灣電影，是一部劇情片。導演為黃朝亮，由林美秀、陳慕義、紀亞文、小薰（黃瀞怡）、韋、北原山貓吳宏廷、黃秀珠、巴代、張明照等人共同參與演出。

## 節目宣傳
- 播出時間2012年4月20日台視《百萬小學堂》[4]

- 錄影時間2012年4月20日中天電視《小燕之夜》[5]

## 活動宣傳
萊爾富一日店長= 小薰（黃瀞怡）及陳慕義

## 劇情簡述
|  | 愛一直都在，只是我們看不見而已 |

座落在星光部落星光國小旁的雜貨店「免姨商店」，是星光國小的小朋友放學後的天堂。獨自經營雜貨店的老闆兼店員阿免姨（林美秀飾），熱心照料著每個肚子餓的小朋友。阿免姨的茶葉蛋，就像溫暖人心的暖暖包。老郵差米多力（陳慕義飾）把整座山當成自己的管區，天天尋找賺取外快的機會，希望有朝一日能存到旅行基金，帶著阿免姨去各地旅行。他和悶悶不樂的小孩Yabi（韋杰飾），都把商店當作自己的家，整天與阿免姨為伴。
有天，一位美國籍神父吉米（紀亞文飾）來到星光部落，免姨商店因此關起了大門，只因阿免姨想跟神父學ABC.....
本片由新生代导演黄朝亮执导，以1996年的泰雅族部落为背景，展现高山部落中不同文化、语言、族群相遇趣味与人情。由「最佳绿叶」林美秀挑战首次的大银幕女主角演出！此部电影主要演员除林美秀之外，更包括实力派欧吉桑陈慕义、首次大萤幕演出的混血儿名模纪亚文及新生代偶像小薰（黃瀞怡）等。剧组将会跑遍北部的泰雅部落与山区来拍摄取景，让所有观众看见专属於台湾高山部落的自然美景与生态环境。黄导演表示：这次的部落故事将要勾起大家的儿时回忆，并带给观众最可爱怀旧的台湾味道。有趣的是因劇組長時間在山上拍戲，餓的時候沒東西吃，林美秀看到茶葉蛋，本想伸手拿，又遭導演制止：「那是雜貨店的道具，不能吃！」

## 演員陣容

### 主要角色
| 演員姓名       | 片中角色 | 介紹 |
| -------------- | -------- | --- |
| 林美秀         | 阿免姨   | 星光部落「免姨商店」（便利商店）的店長兼老闆。為了一個長年深藏在心中的秘密，央求吉米神父教她英語。                       |
| 陳慕義         | 米多力   | 星光部落的郵差先生，前妻已逝世。喜歡阿免姨，但不想再婚。                                                                 |
| 小薰（黃瀞怡） | 莉慕伊   | 星光部落中的泰雅族少女。平時編織泰雅族傳統手工藝品，擺在阿免姨的商店委託寄賣。                                           |
| 紀亞文         | 吉米     | 造訪星光部落的教堂神父。                                                                                                 |
| 韋             | Yabi     | 因為年輕的父親上山打飛鼠意外發生車禍死亡，由部落的祖父母照顧，母親在山下工作，平時由米多力熱心接送到星光國小上學的孩子。 |

### 其他角色
| 演員姓名 | 片中角色 | 介紹                                                               |
| -------- | -------- | ------------------------------------------------------------------ |
| 簡嫚書   | 婷婷     | 吉米病逝的女友。她臨終的一席話，促使了吉米來到了高山上的星光部落。 |
| 張雅琴   | 新聞主播 | 播報颱風動態的新聞主播，只有獻聲，沒有實際現身。                   |

## 歌曲
| 曲別   | 歌曲名稱     | 作詞   | 作曲   | 演唱者 | 備註 |
| 主題曲 | 茶葉蛋的味道 | 黃朝亮 | 王柏力 | 周冠伶 |      |

## 幕後團隊簡介
- 製片人：陳龍第
- 編劇：陳怡如、黃淑筠
- 音樂：王柏力、劉浩旭、黃建秦
- 統籌：楊秀珍
- 剪接：陳博文
- 音效：中影股份有限公司
- 後期製作：台北影業
- 出品：柏合麗影業、想亮影藝
- 發行：獨角先傳媒、向洋影業
- 贊助：泰山企業、佳格食品、味丹企業

## 外景拍攝
- 桃園縣復興鄉基國派老教堂
- 苗栗縣泰安鄉汶水國小
- 苗栗縣南庄鄉
- 宜蘭縣大同鄉太平山森林鐵路[7]

## 获奖
- 入選為2011年第31屆夏威夷國際電影節影片
- 入圍2011年第3屆澳門國際電影節競賽片

## 相關資料
1. ↑  .   [2012-05-10]. （原始内容存档于2012-05-24）.
2. ↑  .   [2012-05-19]. （原始内容存档于2012-08-01）.
3. ↑  .   [2012-06-26]. （原始内容存档于2014-07-28）.
4. ↑  .   [2012-04-25]. （原始内容存档于2019-06-22）.
5. ↑  .   [2012-04-25]. （原始内容存档于2011-12-21）.
6. ↑  .   [2012-04-25]. （原始内容存档于2011-09-11）.
7. ↑  .   [2012-04-28]. （原始内容存档于2012-06-21）.

## 相關聯結
- Yahoo奇摩電影上《白天的星星》的資料（繁體中文）
- MSN娛樂上《白天的星星》的資料（繁體中文）

- 開眼電影網上《白天的星星》的資料（繁體中文）
- 豆瓣电影上《白天的星星》的資料 （简体中文）
- 时光网上《白天的星星》的資料（简体中文）
- AllMovie上《白天的星星》的资料（英文）
- 香港影庫上《白天的星星》的資料（繁體中文）
- 互联网电影数据库（IMDb）上《白天的星星》的资料（英文）
- 台灣電影網上《白天的星星》的資料（繁體中文）